# Ambulyx inouei
Ambulyx inouei is een vlinder uit de familie van de pijlstaarten (Sphingidae). De wetenschappelijke naam van de soort werd in 1985 gepubliceerd door Jean-Marie Cadiou & Holloway.